# Montigny-lès-Cherlieu
Montigny-lès-Cherlieu és un municipi francès situat al departament de l'Alt Saona i a la regió de Borgonya - Franc Comtat. L'any 2007 tenia 169 habitants.

## Demografia

### Població
El 2007 la població de fet de Montigny-lès-Cherlieu era de 169 persones. Hi havia 84 famílies, de les quals 32 eren unipersonals (20 homes vivint sols i 12 dones vivint soles), 36 parelles sense fills i 16 parelles amb fills.
La població ha evolucionat segons el següent gràfic:
Habitants censats

### Habitatges
El 2007 hi havia 117 habitatges, 82 eren l'habitatge principal de la família, 14 eren segones residències i 21 estaven desocupats. 114 eren cases i 2 eren apartaments. Dels 82 habitatges principals, 70 estaven ocupats pels seus propietaris, 6 estaven llogats i ocupats pels llogaters i 6 estaven cedits a títol gratuït; 1 tenia dues cambres, 13 en tenien tres, 21 en tenien quatre i 47 en tenien cinc o més. 55 habitatges disposaven pel capbaix d'una plaça de pàrquing. A 38 habitatges hi havia un automòbil i a 28 n'hi havia dos o més.

### Piràmide de població
La piràmide de població per edats i sexe el 2009 era:
| Homes | Edats   | Dones |
| ----- | ------- | ----- |
| 0     | 95 o +  | 0     |
| 0     | 90 a 94 | 4     |
| 0     | 85 a 89 | 0     |
| 4     | 80 a 84 | 8     |
| 4     | 75 a 79 | 8     |
| 4     | 70 a 74 | 8     |
| 4     | 65 a 69 | 0     |
| 8     | 60 a 64 | 8     |
| 8     | 55 a 59 | 4     |
| 4     | 50 a 54 | 12    |
| 8     | 45 a 49 | 0     |
| 4     | 40 a 44 | 4     |
| 0     | 35 a 39 | 12    |
| 0     | 30 a 34 | 0     |
| 0     | 25 a 29 | 0     |
| 4     | 20 a 24 | 0     |
| 4     | 15 a 19 | 4     |
| 0     | 10 a 14 | 4     |
| 0     | 5 a 9   | 0     |
| 4     | 0 a 4   | 4     |

## Economia
El 2007 la població en edat de treballar era de 93 persones, 62 eren actives i 31 eren inactives. De les 62 persones actives 54 estaven ocupades (34 homes i 20 dones) i 8 estaven aturades (8 dones i 8 dones). De les 31 persones inactives 16 estaven jubilades, 3 estaven estudiant i 12 estaven classificades com a «altres inactius».

### Ingressos
El 2009 a Montigny-lès-Cherlieu hi havia 82 unitats fiscals que integraven 173 persones, la mediana anual d'ingressos fiscals per persona era de 15.412 €.

### Activitats econòmiques
Dels 4 establiments que hi havia el 2007, 1 era d'una empresa alimentària, 2 d'empreses de construcció i 1 d'una empresa de transport.
Els 2 serveis als particulars que hi havia el 2009 eren paletes.
L'únic establiment comercial que hi havia el 2009 era una fleca.
L'any 2000 a Montigny-lès-Cherlieu hi havia 15 explotacions agrícoles que ocupaven un total de 850 hectàrees.

## Poblacions més properes
El següent diagrama mostra les poblacions més properes.